# Javier Chillón
Javier Chillón és un director de pel·lícules i vídeos musicals espanyol, conegut pels seus curtmetratges "estranys i convincents", "simplement diferent al que qualsevol altra persona. està fent". Entre ells, Die Schneider Krankheit (2008), Decapoda Shock (2011), i la rodada en anglès They Will All Die in Space (2015) s'ha projectat en més de 800 festivals de cinema internacionals i va guanyar aproximadament 140 premis o honors.

## Primers anys i educació
Javier Chillon va néixer el 16 de juliol de 1977 a Madrid. Va assistir a la Universitat Complutense de Madrid i es va llicenciar en comunicació audiovisual, cursant estudis superiors a l'Institut de Cinematografia de la Universitat de Solent, Southampton, on es va graduar amb un Màster en Arts. Després dels estudis, va començar a treballar en el món audiovisual i el disseny gràfic.

## Carrera

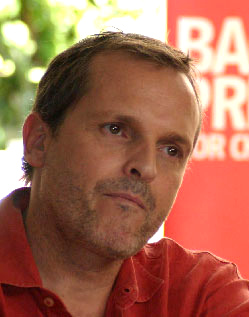
Miguel Bosé el 2006

### Director de vídeos musicals
El 2005, Miguel Bosé va llançar Velvetina, un CD d'àudio de 13 pistes així com una edició especial a Creative Zen que incloïa videoclips per a cada senzill. Juntament amb Jaime Barnatán, Chillon va codirigir el clip del segon tema de l'àlbum, Aún Más. El vídeo està ambientat en una distòpia futurista inspirada en pel·lícules. com la primera pel·lícula de George Lucas THX 1138 i novel·les com ara 1984 de George Orwell i  Un món feliç d’Aldous Huxley.
Des de llavors, Chillon ha dirigit tres vídeos musicals més per a les bandes madrilenyes Waldorf Histeria el 2010 (Dicen que es Satán i Fantasmas), i Delobos el 2018, No One Saves.

### Director de curtmetratges

#### Debut
Guanyar-se la vida com a editor, Chillon va emprendre un projecte cinematogràfic de dos anys i mig en el seu temps lliure obtenint diversos elements de forma gratuïta o barata a través de les seves connexions familiars o amics. El primer curtmetratge narratiu de Chillon, Die Schneider Krankheit (2008), és un fals documental de ciència-ficció  inspirat en l'"aspecte de Hollywood dels anys 50", en particular, les pel·lícules B i notícies dels Estats Units. Rodat en blanc i negre en pel·lícula de Super-8, amb una veu en off  en castellà doblada sobre un altre alemany, amb crèdits i la majoria dels altres textos a la pantalla en alemany, el curtmetratge dóna la impressió de ser un documental educatiu de l'Alemanya Occidental dels anys 50, sobre els efectes d'una epidèmia extraterrestre portada a la Terra per un ximpanzé cosmonauta ximpanzé soviètic  després que la seva càpsula s'estavellés prop de la frontera amb Alemanya Oriental el 1958. Finançat íntegrament pel mateix Chillon, el curtmetratge va participar en més de 200 festivals internacionals de cinema i va rebre més de 45 premis durant els dos primers anys de la seva estrena. Des del llançament de la seva primera pel·lícula narrativa, Chillon ha acumulat molts crèdits com a dissenyador de cartells o títols en diverses pel·lícules.

#### Últimes pel·lícules
El juny de 2009, Chillon estava a París presentant un projecte anomenat Outfinite, que "rendria homenatge a les pel·lícules B de ciència-ficció i a les fotos de blaxploitation" La pel·lícula que es va convertir en Decapoda Shock, una pel·lícula d'acció de paròdia de ciència-ficció, es va rodar entre juliol de 2009 i març de 2011. En aquesta pel·lícula, el director es va permetre més espontaneïtat i improvisació. La pel·lícula representa un astronauta infectat per una criatura alienígena semblant a un cranc, transformant-lo en un híbrid crustaci decàpode/humà i la família del qual ha desaparegut, tots dos fruit d'una conspiració sinistra, de la qual busca venjança. Des del 2019, la segona pel·lícula de Chillon ha estat seleccionada per a més de 300 festivals internacionals de cinema i va rebre més de trenta premis i honors durant els dos primers anys de la seva estrena,, inclòs un Méliès d’Argent.

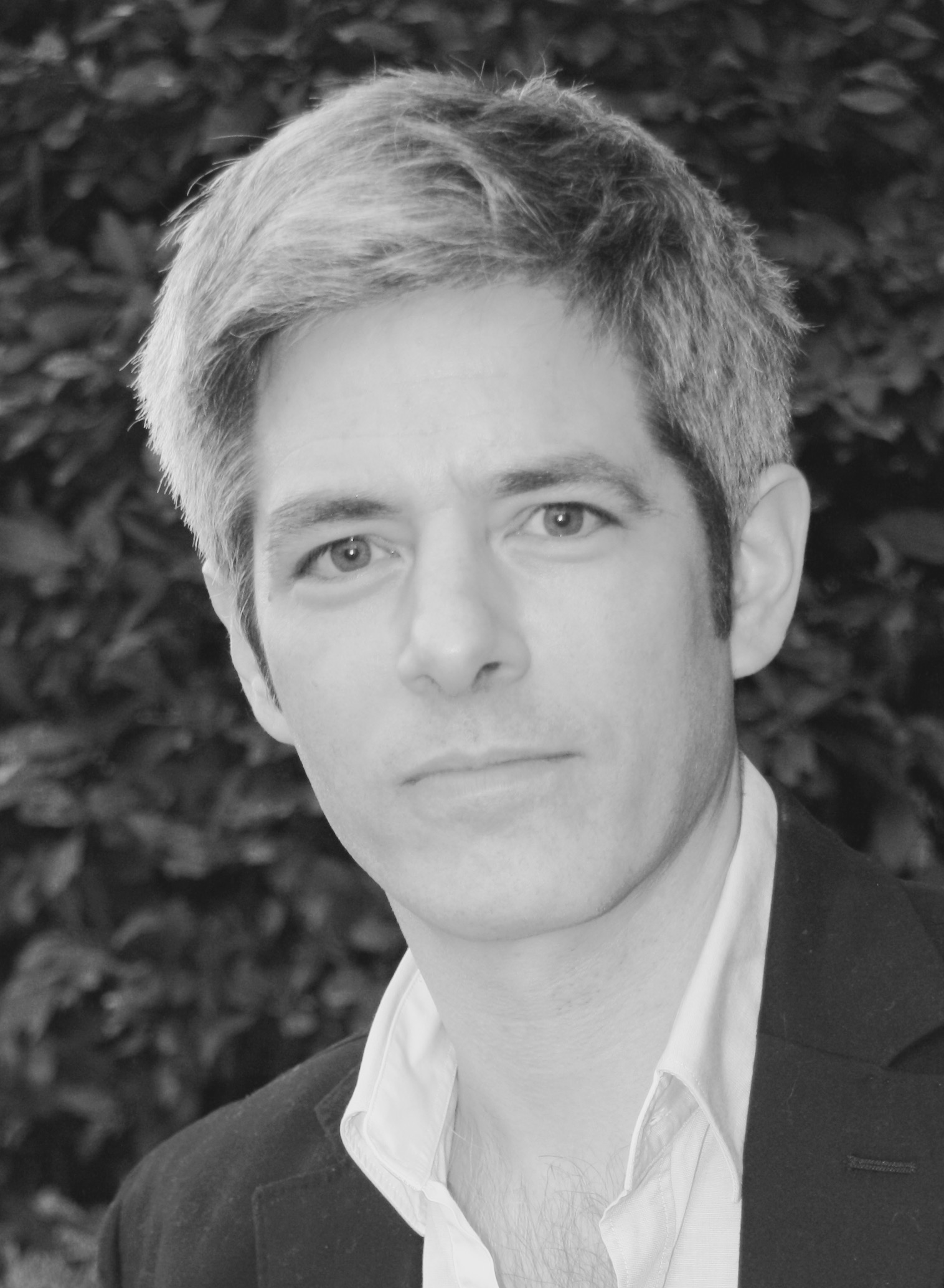
Julio Perillán

Per a la seva tercera pel·lícula, Javier Chillon va voler fer alguna cosa una mica més convencional, una pel·lícula que fos "directament ciència-ficció" sense elements sobrenaturals, alguna cosa més a prop d'una història de detectius: sempre li havia agradat la idea d'una nau estel·lar encallada a l'espai, i un dia li va arribar la història. They Will All Die in Space (2015) és la primera pel·lícula en anglès del director, sobre un tècnic de naus estel·lars (Julio Perillán) que es desperta de la crio-son i se li diu que el vaixell està a la deriva. i perdut al cosmos, i que se’l necessita per ajudar a reparar el sistema de comunicacions per demanar ajuda, però ràpidament s'adona que alguna cosa ha anat terriblement malament. Com la seva segona pel·lícula, s'ha projectat en més de 300 festivals de cinema entre la seva estrena i finals de 2018, i ha guanyat aproximadament una seixantena de premis i distincions, inclòs el premi al millor curtmetratge del XLVIII Festival Internacional de Cinema Fantàstic de Catalunya de 2015. They Will All Die in Space s'inclou a la pel·lícula d'antologia canadenca del 2017, Galaxy of Horrors, que consta de vuit curtmetratges dins d'un marc narratiu més gran, que s'estrenà a Toronto a Imagine Cinemas Carlton l'1 de març de 2017.

## Temes comuns
A més de l'ús per part del director d'elements de ciència-ficció presents als seus vídeos musicals, les dues primeres pel·lícules del director comparteixen temes i elements argumentals particulars, com ara criatures monstruoses resultants de mutacions "espacials" o manipulacions genètiques, derivades principalment de les pel·lícules B de ciència-ficció de la dècada de 1950, "l'era atòmica"; així com seqüències animades, i "material retro-inflexionat". Les trames d'ambdues pel·lícules impliquen un astronauta que torna.

## Filmografia
Vídeos
- Miguel Bosé: Aún Más (2005)
- Waldorf Histeria: Dicen que es Satán (2010)
- Waldorf Histeria: Fantasmas (2010)
- Delobos: No One Saves (2018)

Curtmetratges
- Die Schneider Krankheit (2008)
- Decapoda Shock (2011)
- They Will All Die in Space (2015)